# Црква Светог архангела Гаврила у Доњој Трници
Црква Светог архангела Гаврила у Доњој Трници, насељеном месту на територији Општине Трговиште, православни је храм који припада Епархији врањској Српске православне цркве.
Црква посвећена Светом архангелу Гаврилу саграђена је 1869. године, средствима мештана села Доња Трница, Дејанце и Црновце, по натпису на Часној трпези, исклесаној од камена.
Иконостас са 38 икона израђен је 1870. и 1871. године, о чему сведоче приложнички натписи и имена иконописаца зографа Трајка Ј. Муфтинског и Захарија Д. Доспевског из Самокова.